# Blumegg (Adelsgeschlecht)

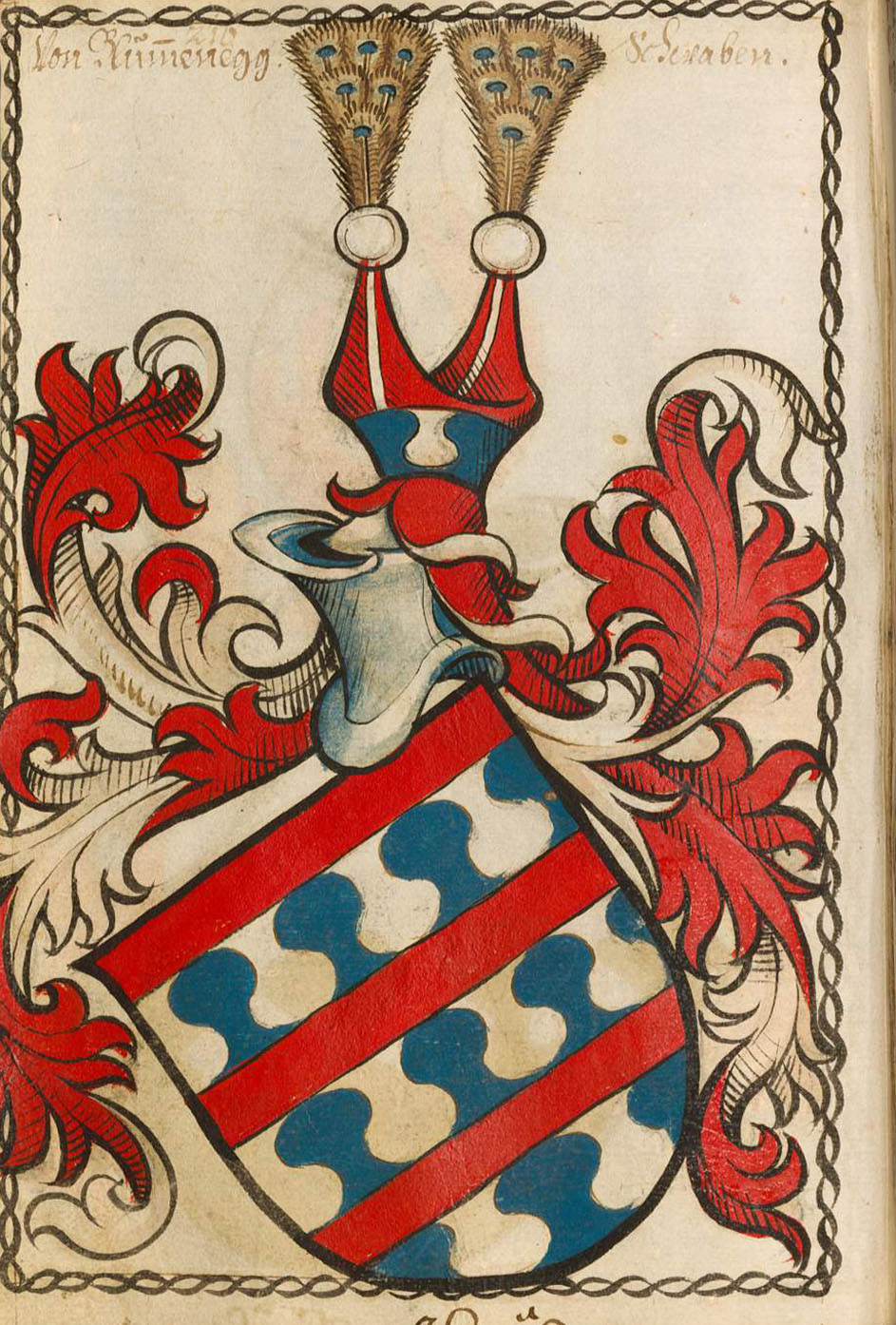
Das Wappen der Blumenegger

Das Geschlecht der Blumegger, auch Ritter von Blumenegg (überliefert sind auch Schreibweisen wie: Blumek, Blumeneckh, Blumeck, Blumegg.), zweigte sich vor 1292 als eigenständige Linie der Herren von Blumberg ab.
Das Geschlecht der Blumegger verbreitete sich weiter, es gab eine Klettgauer, Albgauer und Breisgauer Linie. Mit dem Junker Gaudenz von Blumegg zu Dachswangen, von welchem noch ein Lehen über 300 Seeforellen im Schluchsee an St. Blasien zurückfiel, starb das Geschlecht der Blumegger 1577 im Mannesstamm aus. Stammsitz der Blumegger war die Burg Blumegg auf einer kleinen Felsnadel in der Wutachschlucht. Sie waren verwandt mit den Herren von Blumenfeld im Hegau → Schloss Blumenfeld.
Zum Ende des Geschlechts auch Hinweis André Bächthold: „Rudolf der jüngere von der alten Blumberg war vor dem 30. April 1451 gestorben und mit ihm war die Blumberger Hauptlinie erloschen. Auch die Blumberger Seitenlinien bestanden nicht mehr lange.“

## Ersterwähnung
Auszug aus der Urkunde von 1292:

„Růdolfus Constantiensis episcopus notificat, quod Heinricus quondam de Blůmenberg miles, Heinricus eiusdem filius, Johannes, Heinricus et Chůnradus fratres, Heinrici secundi filii. Heinricus piae memoriae praefati Johaniis filius, Chůnradus canonicus Constantiensis, Johannes in Stahelegge, Johannes in Tůnoveschingen, Heinricus in Blůmenegge, Chuonradus in Blůmenuelt, Chůnradus in Tannegge, Albertus et Johannes in Blůmenberg, milites. et Bertholdus pupillus, in Tůnovweschingen residentes ...“

Festgestellt sind hier:
- Blumberg: Albertus und Johannes
- Burg Blumenfeld: Konrad
- Burg Blumegg: Heinrich
- Burg Donaueschingen: Johannes und Bertold
- Burg Stahlegg: Johannes
- Burg Tannegg: Konrad

Zu dem „Netz von Blumberger Burgen“ zählt „die südwestlich von Blumberg gelegene Blumegg, auf der 1292 Heinricus (von Blumberg) saß.“

## Herrschaft Blumegg
Die Herrschaft Blumegg bestand – so wie zahlreiche Herrschaftsbereiche anderer, lokaler Adelshäuser – unter ihrem Namen auch lange nach dem Aussterben der ursprünglichen Besitzer von Burg und zugehörigen Ortschaften, den Herren von Blumegg, über Jahrzehnte oder gar Jahrhunderte weiter.
Chronik Dorf Fützen

Eines der bedeutenden Dörfer des Herrschaftsbereiches Blumegg war Fützen (im Talkessel Fützen–Epfenhofen gelegen), das in Urkunden 1083 und 1179 zum „dritte[n] Teil“ und „noch im 12. Jahrhundert ganz an das Kloster St. Georgen kam.“
Der Chronist Fützens, Paul Willimski, fährt fort: „Wie und auf welche Weise Fützen eine Ortschaft der Herrschaft Blumegg wurde und in den Besitz der Herren von Blumegg kam, ist unbekannt.“
Der Autor schreibt weiter: „Der letzte Angehörige der Herren von Blumegg war Gregor Gaudenz von Blumegg. Mit ihm starb die Familie aus. […] Einige Jahre vor seinem Tod [Gregor Gaudenz] verkaufte er sein Herrschaftsgebiet im Jahre 1366 an Egloff von Wollfurth. Ulrich von Wollfurth, ein Nachkomme des Egloff von Wollfurth verkaufte dann die Herrschaft Blumegg an Friedrich von Friedingen. […] Die Herrschaft Blumegg, zu der die Ortschaften Blumegg mit Burg, Dillendorf, Fützen, Grimmelshofen, Lausheim, Ewattingen, Aselfingen, Opferdingen und Eschach gehörten, […] verkaufte Friedrich ‚im Jahre 1432 an das Reichsstift St. Blasien‘.“ Vom Kloster St. Blasien erwarben die Edlen von Hallwyl (Hallwil) bereits 1436 die Herrschaft Blumegg, doch verkauften sie das Herrschaftsgebiet schon 1448 „je zur Häfte an St. Blasien und das Kloster Reichenau. 1457 wurde es ganz vom Kloster St. Blasien übernommen.“ Nach Willimski waren die Herren von Blumegg somit mit Gregor Gaudenz Ende des 14. Jahrhunderts ausgestorben – die Jahreszahl 1457 bezieht sich auf den Übergang der Herrschaft Blumegg von anderen Besitzern an das Kloster St. Blasien und damit ihre endgültige Auflösung.
Diese Angabe steht im Widerspruch zu Karl Bader in seiner Chronik zu den Herren von Blumberg. Er nennt dort bezogen auf das Jahr 1457, dem Ableben des letzten der Herren von Blumberg, Rudolf von der alten Blumberg, dass die Blumegger (auch: Blumenecker) noch bis Mitte des 15. Jahrhunderts Bestand hatten:

„Die Herren von Blumeneck allerdings, die schon zu Ende des 13. Jahrhunderts sich von der Hauptlinie abgezweigt hatten, blühten noch ein Jahrhundert länger fort. Ihre Geschichte hatte sich aber seit der Mitte des 14. Jahrhunderts völlig von der der Herrn von Blumberg getrennt und ihre Herrschaft, die in Lenzkirch ihren Mittelpunkt hatte, hing mit der Herrschaft Blumberg nicht mehr zusammen.“

Weitere Angaben

Eine andere Angabe zum Verkäufer der Herrschaft macht Joseph Bader (Zitierung unklar):
- Heinrich von Blumenegg war verheiratet mit Adelheid von Fürstenberg und verkaufte zur Rettung des in finanzieller Not befindlichen Hauses Fürstenberg 1366 seine Herrschaft Blumenegg an Egloff von Wolfurt. Dessen Erbe Ulrich von Wolfurt wiederum für 8700 Gulden 1415 an die Herren von Friedingen, die Blumenegger mit den Verwandten Snewlin-Bärnlapp fingen jedoch alsbald mit den Friedingern Fehden an und zerstörten unter anderem Fützen, so geschädigt verkauften Heinrich und Rudolf von Friedingen die Herrschaft Blumenegg 1432 an das Kloster St. Blasien.[3]

- St. Blasien verkaufte nach wenigen Jahren die Herrschaft Blumenegg an Thüring von Hallwyl, dieser 1448 wieder an St. Blasien und an das Kloster Reichenau je zur Hälfte, durch Nachlass von 1000 Gulden wurde den Leibeigenen der übliche Leibfall erlassen (ohne Quellenangabe).

## Nennungen in Urkunden
- In einer Urkunde von 1295 sind erwähnt: „Iohannes de Blûmenberc, Chůnradus de Blůmenegge“.[4]

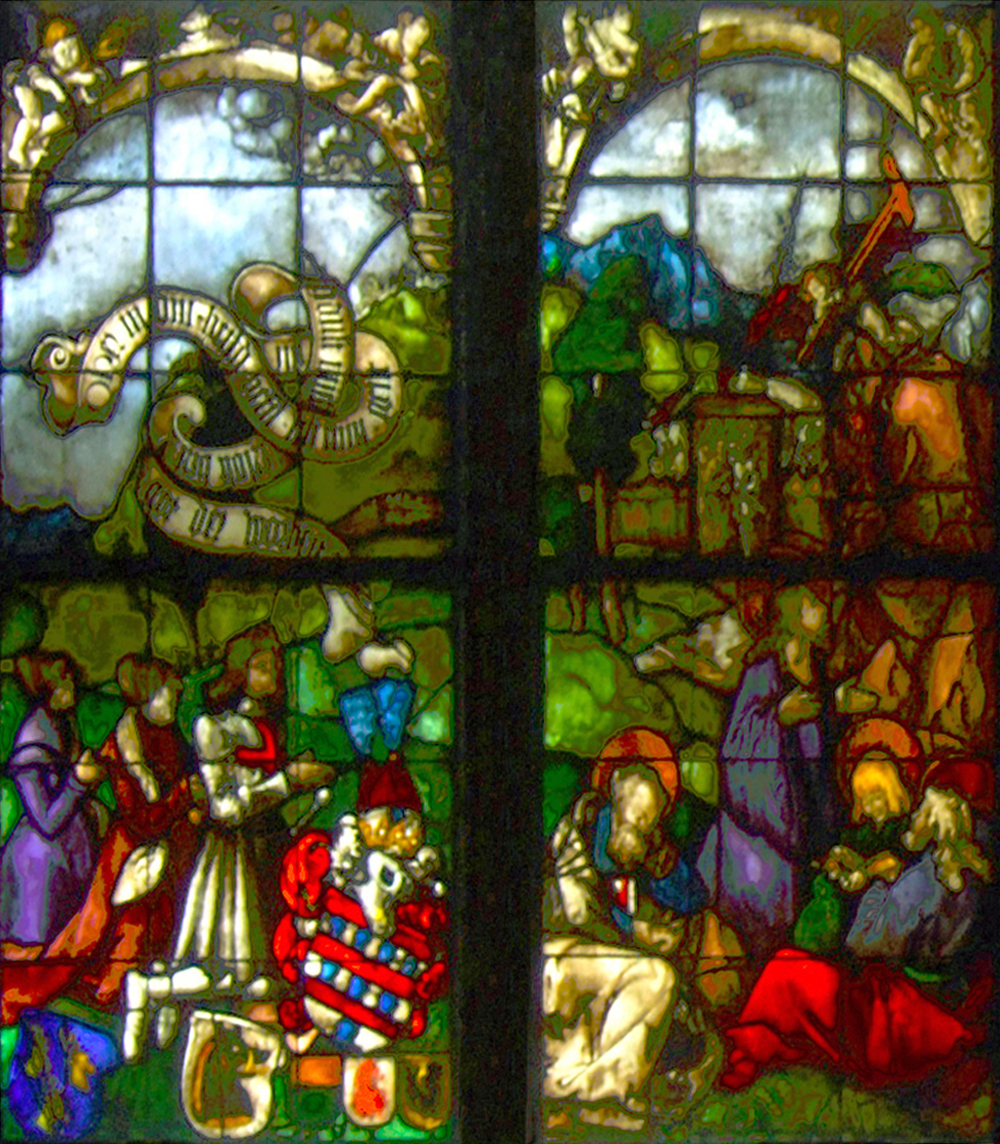
Wappenfenster in der Blumenegger Kapelle im Freiburger Münster Kopie von 1882/83 aus der Freiburger Glasmalerei-Werkstatt Helmle & Merzweiler von Heinrich Helmle (1829–1909) und Albert Merzweiler (1844–1906) unter Mitarbeit des Glasmalers Eugen Börner und des Malers Hugo Huber, nach dem Original um 1517 vermutlich nach Hans Baldung Grien. Original im Augustinermuseum. (Der Eberkopf ist das Wappen der Reischach)

- Eine Verbindung zu den Blumeneggern in Vorarlberg mit deren Stammburg Blumenegg und deren Herrschaft Blumenegg ist wahrscheinlich, sie hatten offenbar das gleiche Wappen.

- Den Herren von Blumenegg gehörte zeitweise die Stadt Tiengen. Dieses Lehen erhielten sie von den Herren von Krenkingen, welche es 1262 als Lehen des Hochstifts Konstanz erhalten hatten.[5]

- Konrad von Blumenegg besaß Lenzkirch, Raitenbuch, Göschweiler, Münchingen, Hüfingen und Katzensteig im Bregtal, das Gebiet reichte vom Feldsee bis zum Steg unter dem Tittisee, von Saig an die Haslach und Wutach und bis Bildstein. Er verstarb 1313 und wurde bestattet in der Kirche zu Lenzkirch. In Blumeggischem Besitz erscheint auch Burg Schnellingen.

- 1357 tauschen Heinrich und Johann von Blumenegg das Dorf Herbolzheim als ein Lehen des Bistums Straßburg durch Bischof Johann von Lichtenberg aus dem Besitz der Freiherren von Krenkingen gegen die Burg Gutenburg mit Graf Hug von Fürstenberg, Schwiegersohn des Lütold von Krenkingen.[6]

- 1363 verkauft Heinrich von Blumenegg Güterbesitz im Wutachtal:

Hainrich von Bloumenegge ritter, ze den ziten Burger ze Schafhusen, hat ze kuoffene gegeben fur reht aigen Berhtolden dem Keller ze den ziten lutpriester ze Erzingen, Johans seligen des Kellers sun von Stoulingen, sin gout zu Tegernowe, das man nemmet das Louflehen, mit dem kilchensacz und der kilchen ze Tegernow lihen, der in das selbe gout heoret, die vogtie und das vogtrecht, so er hatt uber das vorgenant gout, das man nemmet das Louflehen, und uber die kilchen ze Tegernowe, und der widem ze Nidern Eggingen und ouch die vogtie und das vogtreht uber die widem ze Wunderchingen
- Das Freiburger Adelsgeschlecht der Herren Malterer kauften am 8. August 1365 von den Herren von Blumegg die Burg Alt-Urach in Lenzkirch für 500 Mark Silber.[8]

- Rudolf von Blumenegg war verheiratet mit Sophia von Krenkingen, sie hatten sechs Söhne: Heinrich, Johann, Martin, Dietrich, Rudolf, und Otto, welche die 1399 von ihrer Großmutter Gisela von Thierstein ererbten Kleinodien zu einer Priesterpräbende zu Lenzkirch gestiftet haben.[9]

- Im Schweizerkrieg/Schwabenkrieg zogen „Mitte April 1499 die Berner, Luzerner, Zürcher und Schaffhauser, die von Kaiserstuhl aus über Grießen und Geißlingen nach Lauchringen gekommen waren, vor die Stadt Tiengen, wo sich zum Ring der Belagerer die Freiburger gesellten. Die Stadt wurde von einer Besatzung von 1400 Mann unter dem Befehl von Dietrich von Blumegg gehalten, der es aber vorzog, mit einigen anderen Adligen die Stadt heimlich in der Stunde höchster Not zu verlassen, ob aus Feigheit oder weil er der als zügellos bekannten Besatzung nicht traute, wie ein Schweizer Chronist meint, sei dahin gestellt. Nach zwei Tagen Belagerung und Beschuss ergab sich Tiengen am 18. April 1499.“[10]

- 1631 erhielten die Herren und Freiherren von Stotzingen das Wappen der erloschenen von Blumeneckh.